# Église Saint-Grégoire-l'Illuminateur de Galata
L'église Saint-Grégoire-l'Illuminateur (en arménien occidental : Ղալաթայի Սուրբ Գրիգոր Լուսաւորիչ եկեղեցի; en turc: Surp Krikor Lusavoriç Ermeni Kilisesi) est une église arménienne située à Istanbul (Turquie) dont les origines du bâtiment actuel remontent XIVe siècle.
Située dans le quartier historique de Galata fondé par les Génois sur la rive orientale du Bosphore, historiquement il s'agit de la plus vieille église apostolique arménienne de la ville. Elle a été reconstruite dans les années 1960 après une destruction menée dans les années 1950 à cause de voirie.

## Historique

### Origines
C'est la plus ancienne église conservée en élévation de la communauté arménienne d'Istanbul, ces édifices sont environ 35 au total. Une première église arménienne semble avoir été construite dans le secteur dès le début du XIIIe siècle sous la protection des empereurs latins de Constantinople.
Selon un manuscrit anciennement conservé au monastère d'Armash, l'église aurait été fondée à la fin du XIVe siècle par un marchand arménien nommé Kozma de Caffa (aujourd'hui Théodosie), en Crimée, qui a acheté le terrain sur lequel il a été construit. Indépendante de Constantinople, Galata était à l'époque une colonie génoise où les Arméniens ont trouvé plus de protection sous leur contrôle que sous celui de l'Empire byzantin. Une mention génoise signale l'existence de cette église en 1389.
Le forgeron Aved a construit l'autel de l'église ainsi que la chapelle Sainte-Croix près de l'église. La première preuve concrète de l'existence de l'église provient de deux inscriptions de 1431 en langue arménienne sur l'église. La date est parfois citée comme la date de fondation de l'église.
L'historien Kevork Pamukciyan pense que l'église actuelle a été construite à l'emplacement de Saint-Sargis, une église arménienne de Galata, mentionnée dans deux manuscrits arméniens de 1360 et 1361.

### Période ottomane

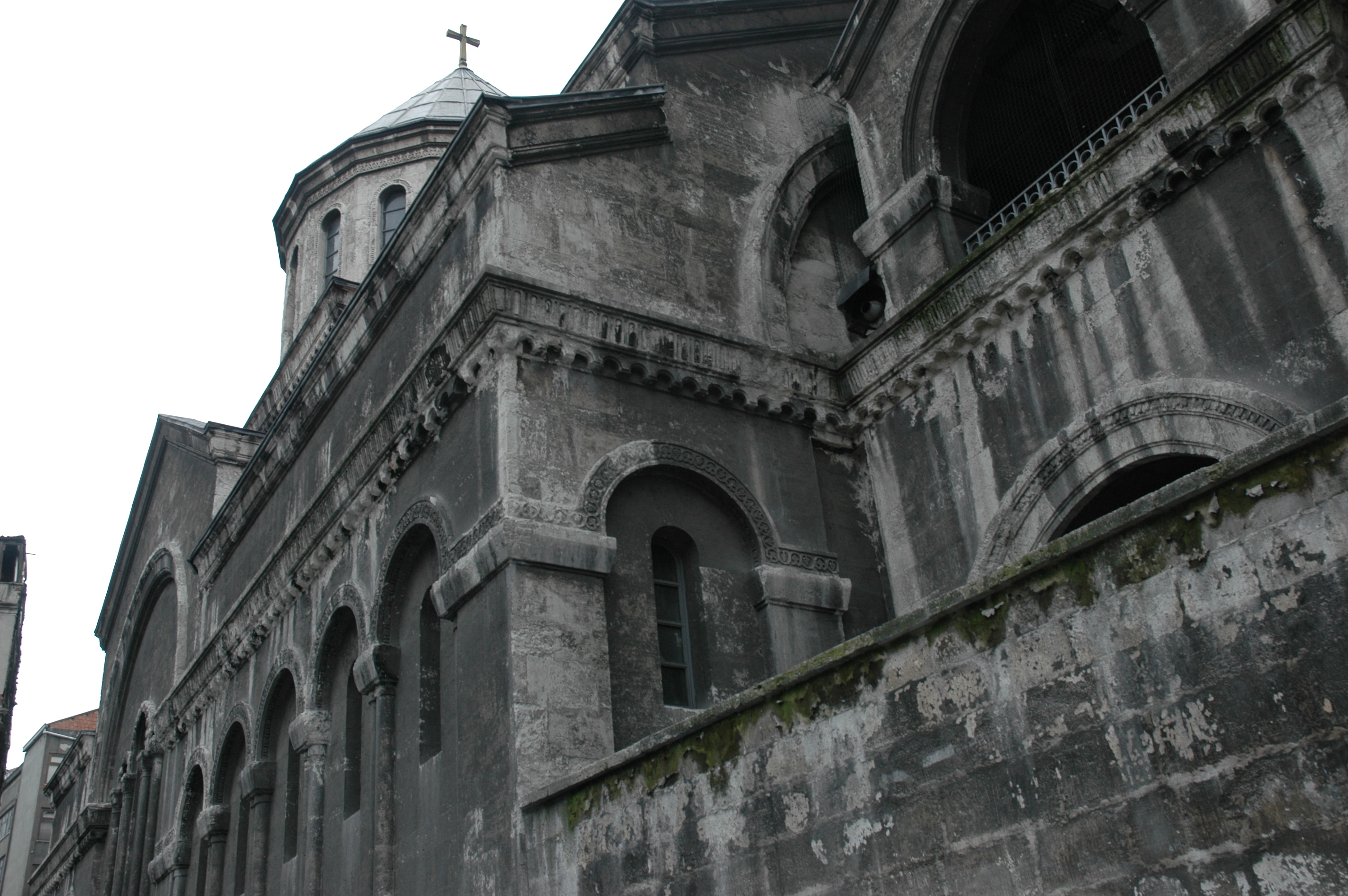
Mur gouttereau nord.

L'église est au centre du quartier arménien traditionnel d'Istanbul. Ces derniers sont enregistrés dans une enquête ottomane de 1455 qui indiquait la « continuation de la présence arménienne byzantine dans la période ottomane ».
En 1635, le patriarche Grigor Kesaratsi (Grégoire de Césarée) fut enterré au mur de l'église par Shahin Çelebi, un riche Arménien.
L'église a souvent été endommagée par des incendies. Elle a survécu à l'incendie de Galata en 1660. Elle a, toutefois, brûlé presque entièrement en 1731 et a été restaurée en 1733 par Sargis Khalfa, pendant le mandat du patriarche Hovhannes Golod. L'église fut de nouveau incendiée presque entièrement en 1771. Elle fut restaurée 28 ans plus tard, en 1799 par l'architecte Minas Khalfa qui y ajouta la chapelle de Surb Karapet (« Saint Précurseur », c'est-à-dire saint Jean-Baptiste).
En 1888, l'église et les deux chapelles se sont jointes et se sont transformées en une seule lorsque les murs intérieurs ont été démolis. La crypte de Hovhannes Golod (mort en 1741), située sous l'église, est décorée de tuiles dite Kütahya ainsi que des hollandaises noires et blanches. L'église d'origine, richement décorée de carreaux, comprenait des carreaux de porcelaine français, italiens, chinois et tunisiens. Ils ont probablement été ajoutés lors d'une restauration du XVIIIe siècle.
L'église a été visitée et décrite par des visiteurs européens tels qu'Antoine Galland (1672), Joseph Pitton de Tournefort (vers 1717 dans son Relation d'un voyage du Levant) et William Holden Hutton (vers 1900). Ce dernier a écrit qu'il « contient de beaux [manuscrits] et une image sacrée du Christ, d'une grande antiquité ». De nombreux manuscrits en langue arménienne (arménien occidental) et enluminés ont été produits dans la communauté monastique fonctionnant avec l'église.
En 1879, Malachia Ormanian, le futur patriarche arménien de Constantinople et historien, a servi comme prêtre à l'église au début de sa vie.

### XXesiècle: destruction et reconstruction

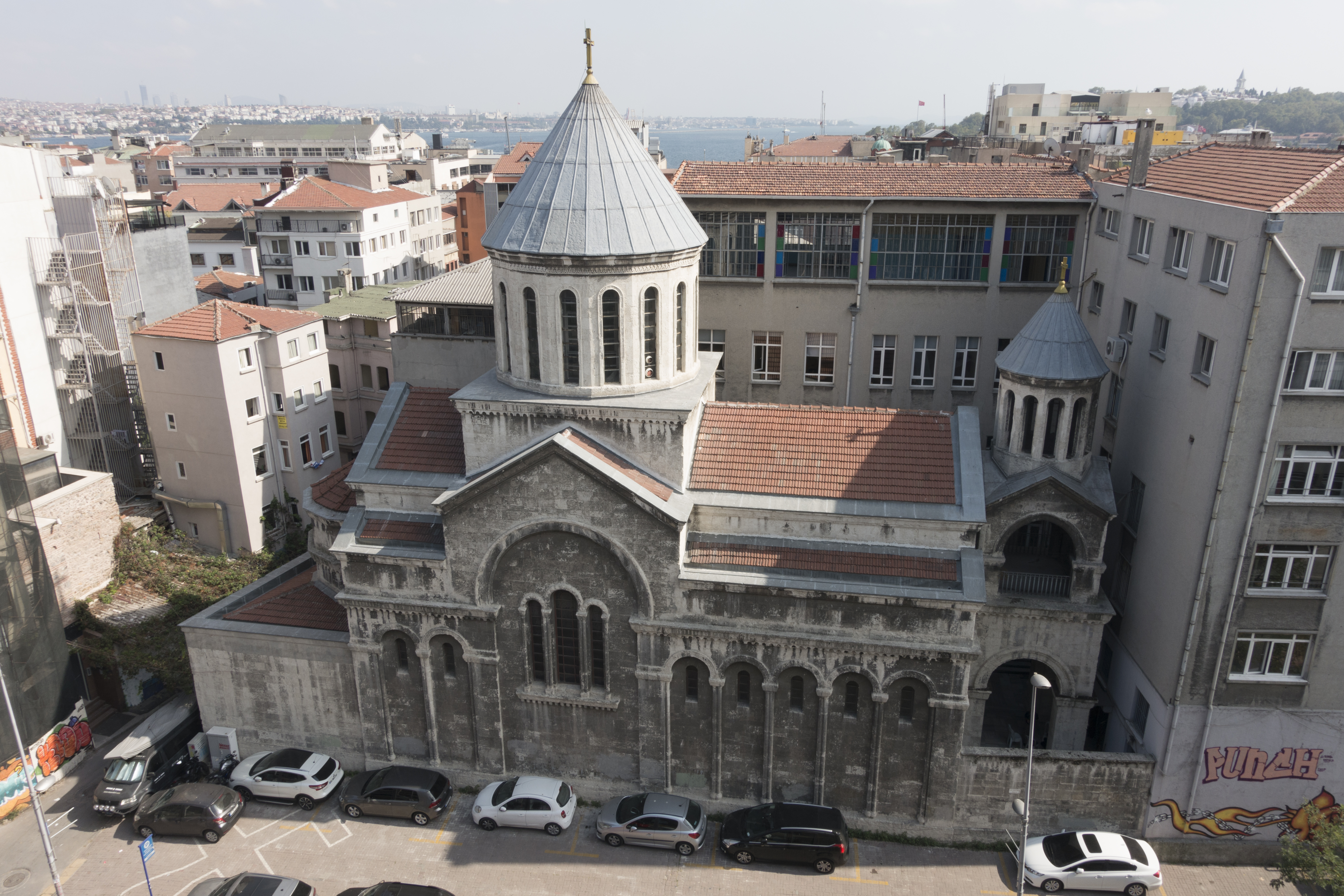
Vue générale de l'église en grande partie reconstruite dans les années 1960.

L'église a été expropriée par l'État turc et démolie en mai 1958 pour élargir la rue dans le cadre d'une reconstruction à grande échelle à Istanbul à l'époque d'Adnan Menderes. En 1962, l'architecte Bedros Zobyan a conçu un plan de reconstruction de l'église qui reprend les codes de l'architecture religieuse arménienne.
L'église a été achevée en quatre ans en raison de difficultés financières. Elle a finalement été reconsacrée en 1965 mais la cérémonie d'ouverture officielle a eu lieu le 15 mai 1966 et fut présidée par le patriarche Şnork Kalustyan. La nouvelle église est presque deux fois moins large que l'originale, mesurant 11,7 sur 29,25 mètres. En raison de l'espace limité alloué à l'église, un sous-sol a été construit pour abriter la chapelle et la tombe de Hovhannes Golod (sous le clocher) et un balcon pour le chœur.